# Virchow-Trias
Die Virchow-Trias oder Virchowsche Trias beschreibt die ursächlichen Faktoren bzw. die drei Hauptfaktoren der Entstehung einer Thrombose bzw. einer Phlebothrombose (tiefe Venenthrombose). Sie ist nach dem deutschen Pathologen Rudolf Virchow (1821–1902) benannt. Demnach wirken auf die Entstehung von Thrombosen im Wesentlichen drei Faktoren ein:
- Endothelalterationen (Veränderungen bzw. Schäden an der Gefäßwand): Virchow stellte fest, dass Blutgerinnsel vor allem da entstehen, wo die Gefäßwand nicht mehr intakt ist. Eine normale Gefäßinnenwand (Endothel) ist ganz glatt. Entzündungsprozesse oder Verletzungen machen sie rau. Dadurch wird der folgende Mechanismus möglich: Im fließenden Blut kommt es laufend zur Gerinnselbildung, die aber ebenso rasch wieder rückgängig gemacht wird. Passiert allerdings so ein im Entstehen begriffenes „Minigerinnsel“ eine raue Stelle in der Gefäßwand, so haftet es dort an. Damit ist der Ausgangspunkt für die Entstehung einer Thrombose geschaffen. Weitere „Minithromben“ setzen sich auf diesen Thrombus drauf, so dass es schließlich zum Gefäßverschluss kommt. Die Ursachen für solche, die Gefäßwand aufrauende Entzündungsprozesse sind vielfältig. Beispiele für Entzündungen: Phlebitis (Entzündung der Venen), Arteriitis (Entzündung der Arterien), Endokarditis (Entzündung der Herzinnenhaut).

- Veränderungen der Strömungsgeschwindigkeit des Blutes: Virchow stellte fest, dass Gerinnsel immer dort gehäuft auftreten, wo das Blut nicht gleichmäßig und in der gewohnten Geschwindigkeit fließt. Im arteriellen System bilden sich Thromben daher bevorzugt an den Teilungsstellen (große Arterie teilt sich in zwei kleinere oder gibt einen Seitenarm ab), weil es an der Teilungsstelle zu Verwirbelungen kommt. In erweiterten Gefäßabschnitten (Varizen, Aneurysmen) sinkt die Fließgeschwindigkeit. Vitien (Herzfehler z. B. der Herzklappen) können zu Wirbelbildung führen.

- Veränderungen der Viskosität des Blutes: Schließlich stellte Virchow fest, dass „dickes“ Blut leichter gerinnt als „dünnes“. Diese Eigenschaft bezeichnet man bei Flüssigkeiten als Viskosität. Eingedicktes Blut entsteht z. B. durch Flüssigkeitsmangel (wenig trinken, trockene Luft), aber auch durch vermehrtes Schwitzen (schwere Arbeit, Fieber).

Unabhängig von der Virchow-Trias spielt für die Entstehung von Thromben die Gerinnungsneigung des Blutes eine wichtige Rolle, beispielsweise der Mangel an physiologischen Inhibitoren der Blutgerinnung (z. B. Antithrombin III).